# KlusWijs
KlusWijs is een Nederlandse bouwmarktketen. Het hoofdkantoor bevindt zich in Apeldoorn en de keten telt anno 2020 38 winkels.

## Geschiedenis
In 2010 besloot DGN Retail om met zijn formule Doeland te stoppen. Achterliggende bedoeling was dat de 58 aansloten ondernemers zouden overstappen naar zusterketen Hubo of Multimate. Een deel van de aangesloten franchise ondernemers voelde hier niets voor en startte, onder aanvoering van Hans Hortensius, een eigen nieuwe formule onder de naam Kluswijs Bouwmarkten dat 11 vestigingen zou gaan tellen. Enkele jaren later beëindigde de keten Fixet haar activiteiten en werden door Kluswijs acht winkels overgenomen. Kort daarna volgden overnames van een aantal Formido franchise-vestigingen die niet akkoord gingen met een overgang naar zusterketens Praxis of HUBO.

## Formules
In totaal kent het bedrijf drie winkelformules:
- KlusWijs Bouwmarkt, bouwmarkten met het reguliere doe-het-zelf assortiment.[2]
- KlusWijs Compact Bouwmarkten, kleinere bouwmarkten met een kleiner assortiment.[2] In 2014 opende de eerste KlusWijs Compact zijn deuren in Amersfoort.
- KW Wonen, het woonwinkel-concept. Het gaat hierbij onder meer om raamdecoratie, vloeren, verf en behang, meubels en woonaccessoires.[3]